# Jan Švéda
Jan Švéda   (Břeclav, 5 de novembre de 1931 - valor desconegut, 14 de desembre de 2007) fou un remer txec que va competir sota bandera de Txecoslovàquia durant les dècades de 1950 i 1960.
El 1956 va prendre part en els Jocs Olímpics d'Estiu de Melbourne, on disputà la prova del vuit amb timoner del programa de rem. Quatre anys més tard, als Jocs de Roma, guanyà la medalla de bronze en la mateixa prova.
En el seu palmarès també destaquen tres medalles al Campionat d'Europa de rem, una d'or, una de plata i una de bronze, sempre en el vuit amb timoner, entre les edicions del 1956 i 1959.